# حاج‌آباد حاج علی‌محمد
حاج‌آباد حاج علی‌محمد یک روستا در ایران است که در دهستان قهاب رستاق واقع شده‌است.